# Rodolphe William Seeldrayers
Rodolphe William Seeldrayers (Németország, Düsseldorf, 1876. december 16. – Belgium, Brüsszel, 1955. október 7.) ügyvéd, újságíró, sporttisztviselő, a FIFA negyedik elnöke volt.

## Életpályája
1899-től Seeldrayers egy magazinnál álnév alatt (Spectator) sportújságíróként tevékenykedett.
Tíz évvel később megalapította a National Committee-t Physical Educationt ami összeolvadt a belgiumi olimpiai Committee-vel. 1946-ban Albert de Ligne herceg után a bizottság elnöke lett. Anyanyelvén – német – kívül kiválóan beszélt angolul. Ügyvédi, szervezői, sportvezetői és sportolói szereplése mellett folytatta az újságírói tevékenységet.
A Sports Echo (L'Écho des Sports) szaklappal történt megállapodás alapján publikációi folyamatosan jelentek meg, írásai az International Olympic Committee Bulletinjében is rendszeresen helyet kaptak. A második világháború némileg lelassította tevékenységeit.

### Sportolóként
Az 1800-as évek végén, az 1900 évek elején a kor modern szellemének – a test- és a szellem edzésének elve alapján – megfelelően nyolc különböző sportban: atlétikában, futballban, repülésben, krikettben (tíz éven keresztül játszott az Ango-Belgian Clubban, ahol háromszoros belga bajnok lett), gyeplabdában, golfban (1919-től tíz éven keresztül kapitánya volt
golf-csapatnak a Waterloo Golf Clubban), teniszben és úszásban jeleskedett. A 110 méteres gátfutás belgiumi bajnoka. A brüsszeli Racing Club csapatában rúgta a labdát, 1900-ban a belga bajnokság megnyeréséig jutott. 1898-ban és 1899-ben az egyetemi csapat kapitánya. 26 éven keresztül versenyzett. Labdarúgó pályafutását befejezve, később a klub elnöke lett. Sportpályafutása során leginkább a csapatsportok irányába vonzódott.

## Sportvezetőként
A klubok és társaságok megrögzött alapítója. Nevéhez fűződik a Waterloo Golf-Club (1923), az Ixelles Football Club amely egyesült Brüsszel Racing Clubjával és az Anglo-Belgian Cricket Sporting Club megalapítása.
1920-tól a Nemzetközi Olimpiai Bizottság (NOB) Technikai Szekciójának vezetője volt az olimpiai játékokon. 1920-ban a csehszlovákok panaszát utasították el – több játékosuk jogszerű kiállítása után levonultak a játéktérről. 1936-ban a perui válogatott volt sportszerűtlen. Az osztrákok elleni botrányos mérkőzésüket az osztrákok óvása miatt, a versenybíróság megsemmisítette, s újrajátszást rendelt el. Erre viszont a peruiak nem álltak ki.
A XX. század első felében sok vitát váltott ki az amatőr- és a professzionista labdarúgók foglalkoztatásának, versenyeztetésének kérdése. A FIFA megbízottaival folytatott vitákban Seeldrayers a NOB részéről volt jelen. 1947-ben terjesztették be a zárójelentést. Többek között megfogalmazták az amatörizmus definícióját, a jövőbeli olimpiákon résztvevőknek nyilatkozniuk kell amatőrségükről, három NOB és egy nemzeti szövetségi megbízott ellenőrzi a nyilatkozatok jogszerűségét. A későbbiekben a tiszta játékosok elmélete a gyakorlatban nem megfelelően érvényesült.
Sportügyintézőként - pénztárnokként, elnöki pozícióban (1929–1937) között segítette a Belga labdarúgó-szövetség munkáját, dolgozott a Nemzetközi Olimpiai Bizottságban is.
1946. július 25-én a FIFA kongresszusán javasolta, hogy változtassák meg a Világ Kupa elnevezést Jules Rimet-kupára. A francia Jules Rimet és közte szoros baráti szálak voltak, aminek köszönhetően 1954-től 1955-ig, a Nemzetközi Labdarúgó-szövetség (FIFA) negyedik elnöke lehetett.